# Una notte con Zeus
Una notte con Zeus è stato un programma televisivo italiano andato in onda dal 17 gennaio al 28 luglio 2005 su Rai 3 nella seconda serata del venerdì. La conduttrice del talk show era Daniela Poggi, che ne era anche l'autrice insieme a Alessandro Cogolo, Ugo Leonzio e Mimma Nocelli, regista della trasmissione.

## La trasmissione
Il programma dedicava ogni puntata ad un mito greco, analizzandolo ed estrapolandone per analogia un tema chiave correlato, come l'eros, il fato, l'arte o l'androginia; del tema trattato si analizzavano i simbolismi alla luce della psicoanalisi, dell'arte e dell'esoterismo, discussi insieme agli ospiti in studio tra i quali si sono avvicendati Franco Castellano, Barbara Alberti, Lando Buzzanca, Monica Maggioni e Claudio Coccoluto. Ad arricchire le puntate, delle esibizioni artistiche sempre attinenti al tema affrontato nella puntata.
Sette giovani attori tra cui Bruno Valente, Alessandro Parrello e Francesco Trifilio facevano da coro, presentando alla scena personaggi diversi, ognuno dei quali tentava di spiegare il mito riferendosi alla propria esperienza personale.